# Критно
Критно (пол. Krytno) — село в Польщі, у гміні Полянув Кошалінського повіту Західнопоморського воєводства.
Населення — 173 особи (2011).

## Демографія
Демографічна структура станом на 31 березня 2011 року:
|          | Загалом | Допрацездатний вік | Працездатний вік | Постпрацездатний вік |
| -------- | ------- | ------------------ | ---------------- | -------------------- |
| Чоловіки | 86      | 18                 | 62               | 6                    |
| Жінки    | 87      | 21                 | 55               | 11                   |
| Разом    | 173     | 39                 | 117              | 17                   |